# Świni Groń (Beskid Sądecki)
Świni Groń (935 m) – szczyt na Pogórzu Popradzkim. Znajduje się w grzbiecie odchodzącym od Eliaszówki na północny wschód, poprzez Świni Groń do Karczmarskiej Góry. Przez grzbiet ten przebiega granica polsko-słowacka. Z zachodnich stoków Świniego Gronia spływają potoki źródłowe Zaczerczyka, ze wschodnich stoków potok spływa jeden z cieków Eliaszówki, w północno-wschodnim kierunku, już po słowackiej stronie potok Pilchowczyk (Pilhovčik). Od polskiej, zachodniej strony Świni Groń jest częściowo bezleśny. Na polanie znajduje się tutaj prywatne schronisko Chata na Magórach. Administracyjnie tereny te należą do miejscowości Piwniczna-Zdrój (przysiółek Magóry) w województwie małopolskim, w powiecie nowosądeckim.
W Karpatach nazwa groń jest często spotykana. W gwarze podhalańskiej oznacza wyniosły brzeg rzeki lub potoku, albo grzbiet między dwoma strumieniami.
Nieco poniżej Świniego Gronia odbiega na słowacką stronę w południowo-wschodnim kierunku (do doliny potoku Hranična) krótki grzbiet ze szczytem Petríkov vrch (932 m).